# Chisa
Chisa är en kommun i departementet Haute-Corse på ön Korsika i Frankrike. Kommunen ligger i kantonen Prunelli-di-Fiumorbo som tillhör arrondissementet Corte. År 2022 hade Chisa 106 invånare.

## Befolkningsutveckling
Antalet invånare i kommunen Chisa
Referens:INSEE